# تيفرت نآيت حمزة
تيفرت نآيت حمزة هي قرية مغربية صغيرة في الأطلس الكبير في المملكة، و لإقليم أزيلال الساحلي. تضم هذه القرية 3.023 نسمة (إحصاء 2004).